# Mug

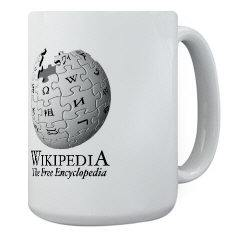
Une mug portant le logo de Wikipédia.

Un mug, ou godet, ou encore une grande tasse, est un récipient haut, généralement de forme cylindrique, avec ou sans anse, utilisé sans soucoupe (sous-tasse), d'un aspect proche de la chope et servant à boire ou à mesurer en Europe et au Québec, mais servant uniquement à boire des liquides chauds en Amérique du Nord.

## Genre
Le terme mug, un anglicisme, est généralement masculin en français. On trouve parfois des sources évoquant « une » mug par Priscilla.

## Définition et popularité
Le terme mug désigne à proprement parler un « récipient de taille intermédiaire entre une tasse et une chope, habituellement utilisée pour les liquides chauds »,.  
Si la forme anglaise, mug, a fait la conquête de toute l’Europe puis du monde entier, l’objet qu’il désigne est un récipient populaire commun à tout le littoral atlantique européen (Scandinavie et îles britanniques, Allemagne, Pays-Bas et côtes du nord de la France jusqu’à la Gascogne). Ce récipient est synonyme de godet. Les marins ont introduit son usage Outre-Mer, notamment à la Réunion où ce récipient est de fer-blanc.

## Matériaux
Un mug peut être fait de céramique (terre cuite, grès, porcelaine), émaillée ou vernissée, de verre, coloré ou non, de bois, de métal, émaillé ou non (inox), ou de plastique, voire combiner plusieurs matériaux (mug en bois et céramique, par exemple). Il existe également des mugs taillés dans des minéraux, notamment la jadéite et le quartz.

## À propos de «moque»
Le terme moque (féminin), sans doute de même étymologie germanique, est utilisé régionalement, mais il peut désigner différents types de récipients,, par exemple un petit bol : moque de cidre, « bolée de cidre ».
La littérature atteste l'usage populaire de ce récipient familier dans l'Ouest de la France : 
- Barbey d’Aurevilly : « La dite princesse d'Éboli, genou à genou avec ce paysan et ces vieilles pêcheuses, sirotant son café dans une moque de matelot (...) » (BARB. D'AUREV., Memor. A... B...1864, p. 432).
- Pierre Loti : « Barrada alla vite chercher sa petite moque, qu'il portait pendue à sa ceinture le jour et qu'il serrait la nuit dans un canon » (LOTI, Mon frère Yves, 1883, p. 38).
- Anatole France : « Après m'avoir offert dans un cabaret du faubourg deux moques d'un cidre très dur, qui me fit mal à la tête, il m'emmena dans sa carriole au village de Saint-Pierre » (A. FRANCE, Vie fleur, 1922, p. 406).